# Noise and milk
Noise and milk(ノイズアンドミルク)は、2009年に京都にて結成された、日本のロックバンド。

## メンバー
- 塩貝 直也 (しおがい なおや) Vo,Ba - ボーカル・ベース（2009-2016, 2019-2021：Vo,Gt）
- 安代 大士 (あじろ だいし) Gt - ギター
- 中瀬 元気 (なかせ げんき) Drs - ドラムス

## バイオグラフィー

### 略歴
- 2011年に行われた「COMIN'KOBE 11」で、予選オーディションを1位で突破。「MINAMI WHEEL」など関西のフェスにも参加。
- 2012年、ミニアルバム"RESCUE COMMON LIFE"をリリース。「RO69JACK 2012」[1]で、優勝を果たす。
- 2012年8月4日に開催された、「ROCK IN JAPAN FESTIVAL 2012」[2]に出演。
- 2013年7月3日、2ndミニアルバム"This Future"をリリース。
- 2013年8月2日、昨年に引き続き二年連続、「ROCK IN JAPAN FESTIVAL 2013」[3]に出演を果たす。
- 2014年4月、同年1月からサポートギタリストとして加入していた安代大士が正式加入。四人体制へとシフトチェンジ。
- 2014年9月、両A面シングル"Lost And Lonely/There's No Solution"を無料配信という形式でリリース。二曲を収録したCDの無料配布も行う。
- 2014年10月26日、「ボロフェスタ2014」に出演。
- 2014年12月12日には京都nanoにてフリーワンマンライブを開催。
- 2014年12月31日には「COUNTDOWN JAPAN 14/15」に出演。
- 2015年2月4日、3rdミニアルバム"Noise and milk"をリリース。
- メンバーチェンジを経て、2015年7月に自主企画ライブ開催。
- 2015年10月には「ボロフェスタ2015」に二年連続出演決定。
- 2015年12月、シングル"No Man's Land / Mind Game"をリリース
- 2016年3月 解散
- 2019年11月8日 12/30 京都 Live House nanoでの一夜限りの再結成を発表。
- 2020年より、本格的な活動再開を果たす。

## ディスコグラフィー

### ミニアルバム
- 1st.RESCUE COMMON LIFE (2012年)

1.Rescue Common Life
2.Dirt
3.a moment lost in gain
4.Next Untouchable
5.Singapore
- 2nd.THIS FUTURE (2013年7月3日)

1.Unfortunately
2.Hey lilly
3.Living With Ghosts
4.Next Untouchable
5.Lights In The Blue
- 3rd.Noise and milk (2015年2月4日)

1.Lost And lonely
2.Brilliant Idler's Song
3.Punk Song (Slow Down)
4.Sanity
5.Inside of Me
6.Feather
7.There's No Solution
8.Romance

### シングル
- FREE SINGLE.Lost And Lonely/There's No Solution (2014年9月22日)

1.Lost And Lonely
2.There's No Solution